# Psilosticha integraria
Psilosticha integraria là một loài bướm đêm trong họ Geometridae.